# Dario Šarić

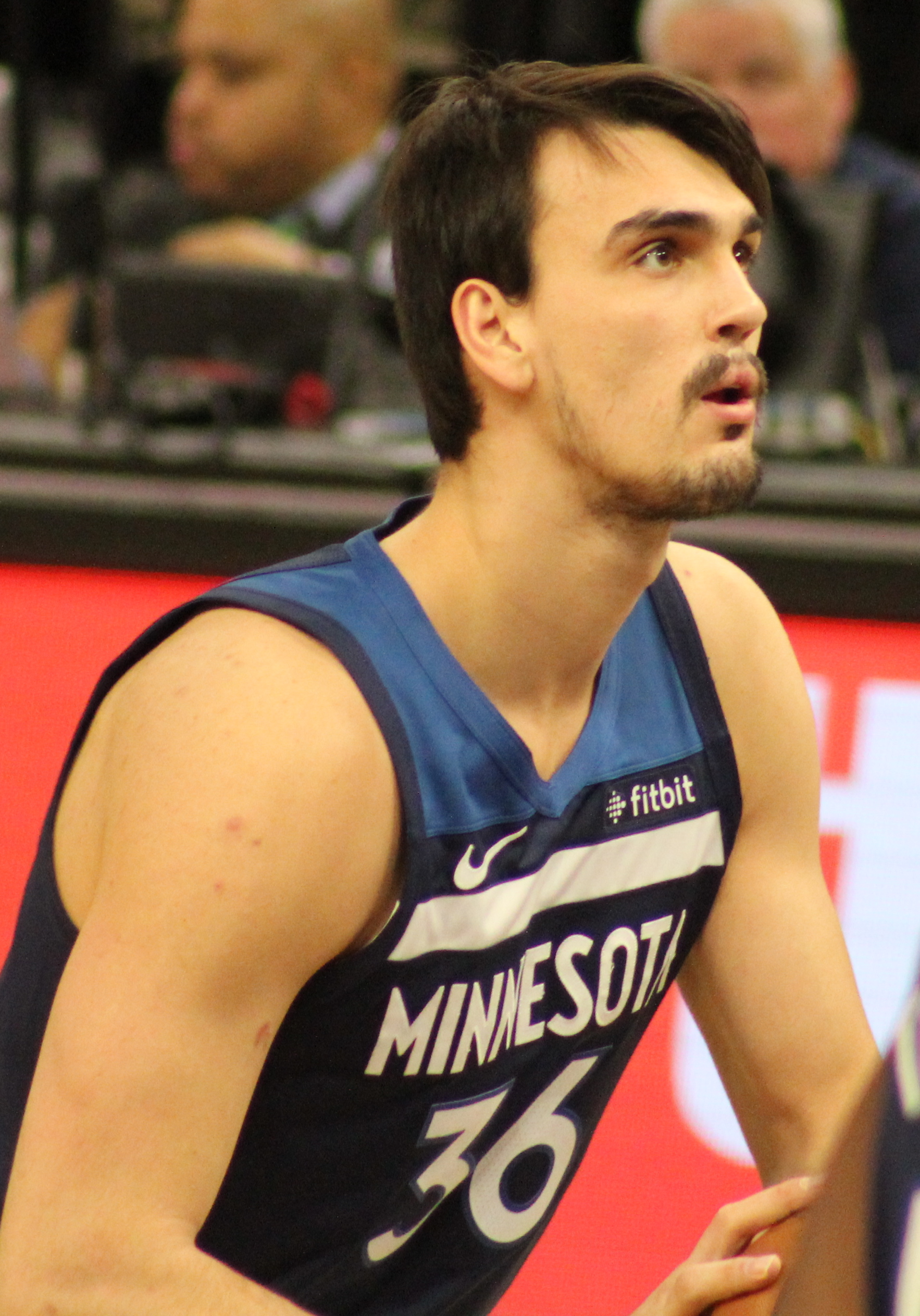
Dario Šarić, 2019.

Dario Šarić, född 8 april 1994 i Šibenik, är en kroatisk professionell basketspelare (PF/C) som spelar för Sacramento Kings i National Basketball Association (NBA). Han har tidigare spelat för Philadelphia 76ers, Minnesota Timberwolves, Phoenix Suns, Oklahoma City Thunder, Golden State Warriors och Denver Nuggets.
Šarić draftades av Orlando Magic i första rundan i 2014 års draft som tolfte spelare totalt.
Han deltog också vid de olympiska sommarspelen 2016 i Rio de Janeiro.